# Оксид нептуния(IV)
Оксид нептуния(IV) — бинарное неорганическое соединение
нептуния и кислорода
с формулой NpO2,
зеленовато-коричневые кристаллы,
не растворяется в воде.

## Получение
- Разложение при нагревании гидроксида или оксалата нептуния(IV):

{\displaystyle {\mathsf {Np(OH)_{4}\ {\xrightarrow {500-550^{o}C}}\ NpO_{2}+2H_{2}O}}}
{\displaystyle {\mathsf {Np(C_{2}O_{4})_{2}\ {\xrightarrow {500-550^{o}C}}\ NpO_{2}+2CO_{2}+2CO}}}

## Физические свойства
Оксид нептуния(IV) образует зеленовато-коричневые кристаллы
кубической сингонии,
пространственная группа F m3m,
параметры ячейки a = 0,5436 нм, Z = 4.
Не растворяется в воде и органических растворителях.

## Применение
- Применяется для получения металлического нептуния и других его соединений.